# Final da Taça dos Clubes Campeões Europeus de 1970-71
A Final da Taça dos Clubes Campeões Europeus de 1970-71 foi uma partida de futebol entre o Ajax da Holanda e o Panathinaikos da Grécia, em 2 de junho de 1971, no Estádio de Wembley. Já era a segunda final do Ajax, tendo perdido a final de 1969 por 4-1 para os italianos do Milan. O Panathinaikos jogava sua primeira final.
Ambas as equipes avançaram através de quatro eliminatórias para chegar à final. O Ajax ganhou confortavelmente todos as suas eliminatórias por dois gols, com exceção da vitória por 5-1 contra o time suíço do Basel na segunda rodada. 
Os jogos do Panathinaikos foram mais apertados, com exceção da vitória de 7-1 sobre o Jeunesse Esch de Luxemburgo na primeira rodada. As vitórias na quartas-de-final e na semifinal foram conquistadas através da regra de gols fora.
A partida foi assistida por uma multidão de 83.179 pessoas, durante o jogo, o Ajax assumiu a liderança no 5° minuto quando Dick van Dijk marcou. O Ajax aumentou a liderança no minuto 87 quando um chute de Arie Haan desviou no defensor Anthimos Kapsis e entrou no gol do Panathinaikos, dando ao Ajax seu primeiro título da Liga dos Campeões com um placar de 2-0.

## Caminho para a final
| Ajax               | Ajax  | Ajax    | Ajax    | Fase             | Panathinaikos     | Panathinaikos | Panathinaikos | Panathinaikos |
| ------------------ | ----- | ------- | ------- | ---------------- | ----------------- | ------------- | ------------- | ------------- |
| Oponente           | Total | 1º jogo | 2º jogo |                  | Oponente          | Total         | 1º jogo       | 2º jogo       |
| 17 Nëntori Tirana  | 4–2   | 2–2 (F) | 2–0 (C) | Primeira fase    | Jeunesse Esch     | 7–1           | 2–1 (F)       | 5–0 (C)       |
| Basileia           | 5–1   | 3–0 (C) | 2–1 (F) | Segunda fase     | Slovan Bratislava | 4–2           | 3–0 (C)       | 1–2 (F)       |
| Celtic             | 3–1   | 3–0 (C) | 0–1 (F) | Quartas de final | Everton           | 1–1 (gf)      | 1–1 (F)       | 0–0 (C)       |
| Atlético de Madrid | 3–1   | 0–1 (F) | 3–0 (C) | Semifinal        | Estrela Vermelha  | 4–4 (gf)      | 1–4 (F)       | 3–0 (C)       |

## O jogo
| 2 de Junho de 1971 | Ajax                   | 2 – 0 | Panathinaikos | Wembley, Londres                     |
|                    | Van Dijk 5' · Haan 87' |       |               | Público: 83,179 Árbitro: Jack Taylor |

| Ajax | Panathinaikos |

| GL            | 1  | Heinz Stuy          |  |     |
| LE            | 7  | Johan Neeskens      |  |     |
| ZG            | 4  | Barry Hulshoff      |  |     |
| ZG            | 2  | Velibor Vasović (c) |  |     |
| LD            | 3  | Wim Suurbier        |  |     |
| MC            | 14 | Johan Cruyff        |  |     |
| MC            | 6  | Nico Rijnders       |  | 46' |
| MC            | 9  | Gerrie Mühren       |  |     |
| PE            | 8  | Sjaak Swart         |  | 46' |
| ATA           | 10 | Dick van Dijk       |  |     |
| PD            | 11 | Piet Keizer         |  |     |
| Substitutes:  |    |                     |  |     |
| ZG            | 12 | Horst Blankenburg   |  | 46' |
| MC            | 15 | Arie Haan           |  | 46' |
| Manager:      |    |                     |  |     |
| Rinus Michels |    |                     |  |     |

| GL            | 1  | Takis Ikonomopoulos |
| LE            | 3  | Giorgos Vlahos      |
| ZG            | 6  | Frangiskos Sourpis  |
| ZG            | 11 | Anthimos Kapsis     |
| LD            | 2  | Yianis Tomaras      |
| VL            | 5  | Aristidis Kamaras   |
| MC            | 4  | Kostas Eleftherakis |
| MC            | 10 | Mimis Domazos (c)   |
| PE            | 8  | Totis Filakouris    |
| ATA           | 9  | Antonis Antoniadis  |
| PD            | 7  | Haris Grammos       |
| Manager:      |    |                     |
| Ferenc Puskás |    |                     |